# Юдофу
Юдофу (яп. 湯豆腐) — одно из японских национальных блюд, разновидность набэмоно, который изготавливают из тофу. Это блюдо также называют нириякко (яп. 煮奴).

## Рецепт
Ингредиенты: тофу, вода, водоросли ламинарии. На дно кастрюли кладут водоросли, а сверху на них тофу, которое режут на удобные для поедания кусочки. Когда тофу нагревается его достают из воды и едят, макая в соус таре.
Говорят, что добавление соли или же покрошенного дайкона, делает тофу умеренно мягким. Но следят, чтобы слишком много ингредиентов не испортили характерный лёгкий привкус юдофу.
Также существует способ, когда к супу, в котором варят тофу, добавляют соевый соус или другие вкусовые добавки, а также бросают якуми и едят этот бульон вместе с тофу. Вместе с тофу в суп могут добавлять пекинскую капусту, мясо и тому подобное. В результате получается блюдо, которое напоминает мидзутаки.